# Hemerobius domingensis
Hemerobius domingensis is een insect uit de familie van de bruine gaasvliegen (Hemerobiidae), die tot de orde netvleugeligen (Neuroptera) behoort. 
Hemerobius domingensis is voor het eerst wetenschappelijk beschreven door Banks in 1941.